# 白沙郡
白沙郡，中国南北朝时设置的郡。
北周武帝时置白沙郡，治所在台登县（今四川冕宁县南泸沽镇），隶属于西宁州（后改名严州）。辖境约当今四川省冕宁县及喜德县部分地区。下辖台登一县。隋文帝开皇三年（583年）废白沙郡，属地属严州。